# Hayato Yoshida
Hayato Yoshida (Japans: 吉田隼人 Yoshida Hayato; 19 mei 1989) is een Japans voormalig wielrenner

## Carrière
In 2018 werd Yoshida prof bij Nippo-Vini Fantini-Europa Ovini. Vijf jaar eerder had hij in de Ronde van Taiwan zijn eerste profoverwinning behaald.

## Overwinningen
2007
 Wegwedstrijd op de Aziatische Jeugdspelen
5e etappe Ronde van Abitibi
2008
3e etappe Ronde van Iran
2009
 Ploegentijdrit op de Oost-Aziatische Spelen
2011
 Japans kampioen tijdrijden, Beloften
2013
7e etappe Ronde van Taiwan

## Ploegen
- 2012 –  Bridgestone Anchor
- 2013 –  Shimano Racing Team
- 2014 –  Shimano Racing Team
- 2015 –  Matrix Powertag
- 2016 –  Matrix Powertag
- 2017 –  Matrix Powertag
- 2018 –  Nippo-Vini Fantini-Europa Ovini
- 2019 –  Nippo-Vini Fantini-Faizanè
- 2020 –  Matrix Powertag
- 2021 –  Matrix Powertag
- 2022 –  Matrix Powertag (t/m 22-08)

Bagioli · Bou · Canola · D. Cima · I. Cima · Cunego · Grosu · Hatsuyama · Ito · Kobayashi · Lobato · Marangoni · Nakane · Nishimura · Ponzi · Santaromita · Tizza · Uchima · Yoshida · Zaccanti